# 夏をあきらめて
「夏をあきらめて」（なつをあきらめて）は、サザンオールスターズの楽曲。1982年7月21日に発売した5枚目のオリジナル・アルバム『NUDE MAN』の3曲目に収録されている。作詞・作曲は桑田佳祐、編曲はサザンオールスターズ、弦管編曲は八木正生が担当。
1984年6月21日、1998年4月22日、2008年12月3日にCDとして、1989年6月25日にはCDとカセットテープで再発売された。また、2014年12月17日からはダウンロード配信、2019年12月20日からはストリーミング配信が開始されている。

## 背景
歌詞に登場する「Pacific Hotel」とは、神奈川県茅ヶ崎市で上原謙・加山雄三父子が経営していたパシフィックパーク茅ヶ崎のことである。

## 収録アルバム
| 曲名           | 作品名                                    | 備考                         |
| -------------- | ----------------------------------------- | ---------------------------- |
| 夏をあきらめて | NUDE MAN                                  |                              |
| 夏をあきらめて | バラッド '77〜'82                         |                              |
| 夏をあきらめて | すいか SOUTHERN ALL STARS SPECIAL 61SONGS | 数量限定のため、現在は廃盤。 |
| 夏をあきらめて | 海のYeah!!                                |                              |

## ライブ映像作品
| 曲名           | 作品名                                                                  | 備考                                                                                    |
| -------------- | ----------------------------------------------------------------------- | --------------------------------------------------------------------------------------- |
| 夏をあきらめて | 平和の琉歌 〜Stadium Tour 1996 "ザ・ガールズ万座ビーチ" in 沖縄〜       | DVD版のエクストラメニュー「Stadium Tour 1996 "ザ・ガールズ万座ビーチ"」に一部のみ収録。 |
| 夏をあきらめて | シークレットライブ'99 SAS 事件簿 in 歌舞伎町                            |                                                                                         |
| 夏をあきらめて | 真夏の大感謝祭 LIVE                                                     |                                                                                         |
| 夏をあきらめて | 桑田佳祐の音楽寅さん 〜MUSIC TIGER〜 あいなめBOX                        | 桑田佳祐ソロ名義の作品。DISC3「♯13 海の日記念スペシャルサマーライブ」に収録。           |
| 夏をあきらめて | SUPER SUMMER LIVE 2013 「灼熱のマンピー!! G★スポット解禁!!」 胸熱完全版 |                                                                                         |
| 夏をあきらめて | 茅ヶ崎ライブ2023                                                        |                                                                                         |

## カバー

### 研ナオコによるカバー
研ナオコによるカバー・シングルは、1982年9月5日にキャニオン・レコードから発売された。

#### 制作
研がスタッフとの食事中に、『NUDE MAN』を聴く機会があり、その場で「夏をあきらめて」を気に入り、カバーしたいと申し出た。スタッフは女性の側から歌った曲である「私はピアノ」を推したものの、研は本曲がいいと譲らなかったという。

#### 受賞歴
| 年     | 音楽賞                 | 結果           | 出典  |
| ------ | ---------------------- | -------------- | ----- |
| 1982年 | 第24回日本レコード大賞 | 金賞           | [ 6 ] |
| 1982年 | 第24回日本レコード大賞 | 作曲賞         | [ 6 ] |
| 1982年 | 日本有線大賞           | 優秀音楽賞     |       |
| 1982年 | 全日本有線放送大賞     | 最優秀スター賞 |       |

#### 収録曲
1. 夏をあきらめて（3:35）
（作詞・作曲：桑田佳祐 / 編曲：若草恵）
『第33回NHK紅白歌合戦』（NHK）にもこの曲で6回目の出場を果たした[7]。
2. 今はブルース（4:16）
（作詞：来生えつこ / 作曲：鈴木キサブロー / 編曲：奥慶一）

### その他のカバー
| リリース       | アーティスト | 収録作品                                             | 備考 |
| -------------- | ------------ | ---------------------------------------------------- | ---- |
| 1983年3月12日  | 小林幸子     | アルバム「ふたたびの」                               |      |
| 2006年5月24日  | MOOMIN       | アルバム「Adapt」                                    |      |
| 2009年10月7日  | 坂本冬美     | カバーアルバム「Love Songs 〜また君に恋してる〜」    |      |
| 2016年10月26日 | JUJU         | カバーアルバム「スナックJUJU 〜夜のRequest〜」       |      |
| 2020年8月26日  | Ms.OOJA      | カバーアルバム「流しのOOJA 〜VINTAGE SONG COVERS〜」 |      |